# Club Deportivo Felanich
El Club Deportivo Felanich (en catalán Club Esportiu Felanitx) es un equipo de fútbol español localizado en Felanich, en la comunidad autónoma de Islas Baleares. Fundado en 1943, juega en Tercera División – Grupo 11, disputando los partidos como local en el Estadio Es Torrentó-Mariona Caldentey.

## Temporadas
| Temporada | Nivel | División   | Posición | Copa del Rey |
| --------- | ----- | ---------- | -------- | ------------ |
| 1970-1979 | —     | Regional   | —        |              |
| 1979/80   | 4     | 3.ª        | 8.º      | 1.ª ronda    |
| 1980/81   | 4     | 3.ª        | 14.º     | 1.ª ronda    |
| 1981/82   | 4     | 3.ª        | 8.º      |              |
| 1982/83   | 4     | 3.ª        | 10.º     |              |
| 1983/84   | 4     | 3.ª        | 13.º     |              |
| 1984/85   | 4     | 3.ª        | 15.º     |              |
| 1985/86   | 4     | 3.ª        | 19.º     |              |
| 1986/87   | 5     | Reg. Pref. | 16.º     |              |
| 1987/88   | 5     | Reg. Pref. | 6.º      |              |
| 1988/89   | 4     | 3.ª        | 7.º      |              |
| 1989/90   | 4     | 3.ª        | 19.º     |              |
| 1990/91   | 5     | Reg. Pref. | 9.º      |              |
| 1991/92   | 5     | Reg. Pref. | 13.º     |              |
| 1992/93   | 5     | Reg. Pref. | 16.º     |              |
| 1993/94   | 5     | Reg. Pref. | 6.º      |              |
| 1994/95   | 4     | 3.ª        | 20.º     |              |
| 1995/96   | 5     | Reg. Pref. | 2.º      |              |
| 1996/97   | 4     | 3.ª        | 19.º     |              |
| 1997/98   | 5     | Reg. Pref. | 15.º     |              |

| Temporada | Nivel | División   | Posición | Copa del Rey |
| --------- | ----- | ---------- | -------- | ------------ |
| 1998/99   | 5     | Reg. Pref. | 5.º      |              |
| 1999/00   | 4     | 3.ª        | 18.º     |              |
| 2000/01   | 5     | Reg. Pref. | 2.º      |              |
| 2001/02   | 4     | 3.ª        | 20.º     |              |
| 2002/03   | 5     | Reg. Pref. | 12.º     |              |
| 2003/04   | 5     | Reg. Pref. | 9.º      |              |
| 2004/05   | 5     | Reg. Pref. | 1.º      |              |
| 2005/06   | 4     | 3.ª        | 20.º     |              |
| 2006/07   | 5     | Reg. Pref. | 9.º      |              |
| 2007/08   | 5     | Reg. Pref. | 8.º      |              |
| 2008/09   | 5     | Reg. Pref. | 16.º     |              |
| 2009/10   | 5     | Reg. Pref. | 8.º      |              |
| 2010/11   | 4     | 3.ª        | 15.º     |              |
| 2011/12   | 4     | 3.ª        | 13.º     |              |
| 2012/13   | 4     | 3.ª        | 15.º     |              |
| 2013/14   | 4     | 3.ª        | 19.º     |              |
| 2014/15   | 5     | Reg. Pref. | 15.º     |              |
| 2015/16   | 5     | Reg. Pref. | 1.º      |              |
| 2016/17   | 4     | 3.ª        | 13.º     |              |
| 2017/18   | 4     | 3.ª        | 4.º      |              |
| 2018/19   | 4     | 3.ª        | 11.º     |              |